# Madame Curie (Buch)
Madame Curie ist eine Biografie aus dem Jahr 1937 von Ève Curie über ihre Mutter Marie Curie.

## Inhalt und Stil
Das Buch ist in 27 Kapitel und eine Einleitung unterteilt. Dargestellt wird das Leben Marie Curies zuzüglich biografischer Abrisse über ihre Vorfahren sowie die jungen Jahre ihres Ehemannes Pierre Curie. Inhaltlich umfasst das Werk sowohl das Privatleben der Akteure als auch ihre Forschungsarbeit und deren oftmals widrige Umstände.
In den Fließtext sind Auszüge aus Briefen und persönlichen Aufzeichnungen eingearbeitet. Diese stammen überwiegend von Marie und Pierre, seltener sind auch Briefe anderer Personen an die Curies abgedruckt.
Die Autorin nimmt fast durchgehend die auktoriale Erzählsituation, seltener die Ich-Erzählsituation ein.

## Veröffentlichungen
Das Buch erschien erstmals 1937 auf Französisch und wurde noch im selben Jahr in deutscher Sprache beim S. Fischer Verlag in Wien veröffentlicht. In den folgenden Jahrzehnten erschienen zahlreiche weitere Auflagen.

## Verfilmung
Das Buch war Grundlage des gleichnamigen Films.

## Hörspielbearbeitung
1970 produzierte der Rundfunk der DDR eine gut 62-minütige Hörspielfassung von Jochen Hauser unter dem Titel Meine Mutter, Madame Curie. Die Dramaturgie stammte von Gerhard Rentzsch; die Musik komponierte Georg Katzer. Die Erstsendung fand am 8. März 1970 statt.
Unter der Regie von Flora Hoffmann sprachen u. a. Sonja Kehler (Marie Curie), Dieter Wien (Pierre Curie), Jutta Hoffmann (Ève Curie) und Martin Flörchinger (Eugene Curie).